# آنتونوف-۱۴۰
آنتونوف ای‌ان-۱۴۰ هواپیمایی ملخدار است که محصول شرکت هواپیماسازی آنتونوف در خارکوف اوکراین است. این هواپیما به‌عنوان جایگزینی برای آنتونوف-۲۴ و آنتونوف-۲۶ در نظر گرفته شد. عمده ویژگی‌های بارز این هواپیما نسبت به مدل‌های پیشین عبارتند از:سقف پروازی بلندتر، نیاز به باند فرود کوتاه به مسافت۱۷۰۰ متر، سازگار با شرایط آب و هوایی از -۵۵ تا +۴۵ درجه سانتیگراد، افزایش امکانات و آسایش کابین برای مسافران.
این هواپیما در ایران تحت نام ایران-۱۴۰ توسط شرکت صنایع هواپیماسازی ایران (هسا) تولید شد. امروزه از این هواپیما برای مقاصد نظامی و غیرنظامی در ایران و سایر کشورها استفاده می‌شود.

## طراحی
کار طراحی و توسعه این هواپیما از سال ۱۹۹۳ شروع شد. طراحی این هواپیما کار مشترک مهندسانی از کشورهای روسیه، اکراین، کانادا و آمریکا بوده‌است. شرکت روسی آویاکور و اکراینی کارخانجات هواپیمایی ملی خارکف به‌طور مشترک اقدام به طراحی و ساخت این هواپیما نمودند. 

## مشخصات کلی
مشخصات عمومی
- خدمه: ۲ نفر
- گنجایش:  ۹ متر مکعب+۵۲ نفر
- طول: ۲۲٫۶ متر (۷۴ فیت)
- پهنای بال: ۲۴٫۵ متر (۸۰ فیت)
- ارتفاع: ۸٫۲ متر (۲۶ فیت)
- بال: مساحت ۵۱ متر مربع (۵۴۸٫۶۷ فیت مربع)
- وزن خالی: ۱۲٫۸۱۰ کیلوگرم (۲۸٫۱۸۲ پوند)
- وزن بارگیری: ۶۰۰۰ کیلوگرم (۱۳۲۳۰٫۴۳ پوند)
- بیشینه وزن برخاست: ۱۹٬۱۵۰ کیلوگرم (۴۲٬۱۳۰ پوند)
- پیشرانه هواگرد: ۲ عدد×  کیمو تی‌وی۳–۱۱۷ توربو پراپ, ۲۴۶۶ اسب بخار (۱۸۳۸ کیلووات)  هرکدام

 عملکرد 
- سرعت بیشینه: ۵۷۵ کیلومتر بر ساعت (۳۵۷٫۳ مایل بر ساعت) ۳۱۵ گره هوایی
- سرعت پیمایش: ۴۶۰ کیلومتر بر ساعت (۲۹۰ مایل بر ساعت) ۲۵۰ گره هوایی
- برد: ۱۳۸۰ کیلومتر (۸۶۰ مایل)
- برد ترابری: ۳۶۸۰ کیلومتر (۲۲۹۰ مایل)
- سقف پروازی: ۷۶۰۰ متر (۲۵٬۰۰۰ فیت)
- نرخ اوج‌گیری: ۶٫۸۳ متر بر ثانیه (۱٫۳۴ فیت بر دقیقه)

## ایران-۱۴۰
در سال ۱۹۹۶ شرکت هواپیماسازی آنتونوف قراردادی را با شرکت هواپیماسازی هسا ایران امضا کرد که به موجب آن اجازه‌نامه تولید این هواپیما در ایران و در استان اصفهان تحت نام ایران-۱۴۰ فراز صادر شد. بعضی قطعات الکترونیکی مدل ساخت ایران، گونهٔ ارتقاءیافته‌تری نسبت به مدل اکراینی می‌باشد. یکی از اهداف ایران از تولید این هواپیما، ایفای نقش گشتزنی دریایی بوده که تا پیش از این بعهده هواپیماهای پی-۳ اوریون بوده‌است. 

## سوانح

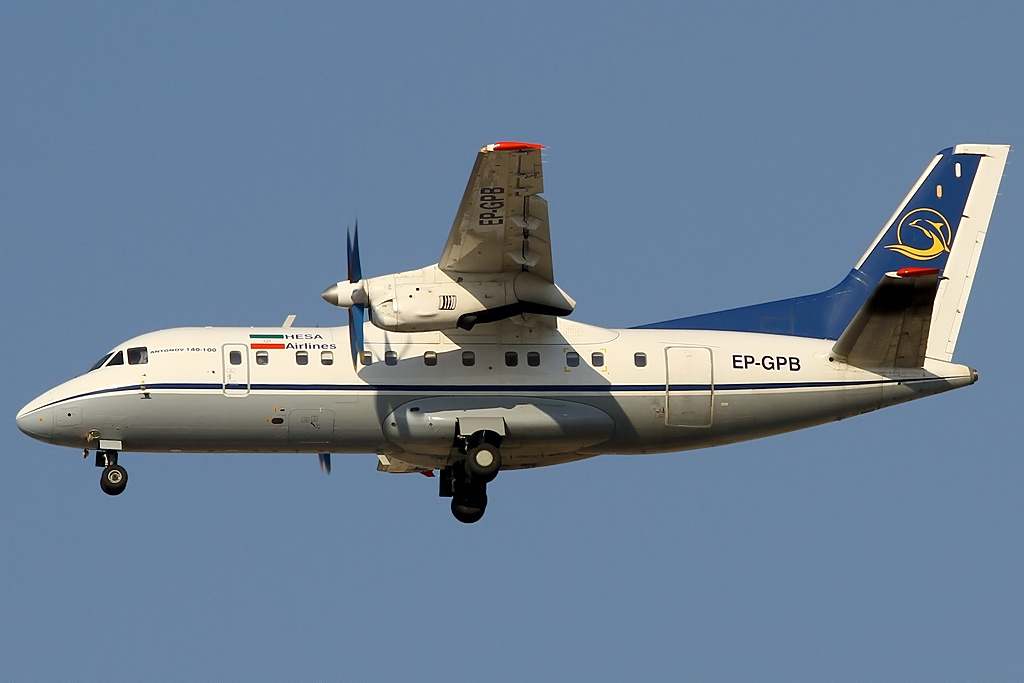
آنتونوف ای‌ان-۱۴۰

۱. ۲۳ دسامبر ۲۰۰۲، سرنگونی هواپیمای آنتونوف-۱۴۰ در نزدیکی اردستان باعث مرگ شماری از کارشناسان هوافضای اوکراینی و روسی که برای گشایش خط تولید نمونه مشابه به ایران می‌آمدند شد.
۲. ۲۴ دسامبر ۲۰۰۵، یک هواپیمای آنتونوف-۱۴۰ خطوط هواپیمایی جمهوری آذربایجان با ۲۳ مسافر در سواحل دریای خزر سرنگون شد و تمامی مسافران آن کشته شدند.
۳. ۱۵ فوریه ۲۰۰۹، هواپیمای مسافربری ایران ۱۴۰ در حوالی فرودگاه شاهین شهر اصفهان سقوط کرد و تمامی پنج سرنشین هواپیما جان باختند. سانحه سقوط هواپیمای مسافربری ایران ۱۴۰ هنگامی رخ داد که خلبانان یکی از شرکت‌های هواپیمایی شامل یک استاد خلبان و ۴ خلبان در حال آموزش، در حال گذراندن آموزش‌های تایپ (نوع) این هواپیمای دوموتوره جهت ورود به ناوگان این شرکت بوده‌اند.
۴. ۱۰ آگوست ۲۰۱۴، یک هواپیمای آنتونوف-۱۴۰ که از فرودگاه مهرآباد تهران به سمت طبس در حال پرواز بود که در شمال فرودگاه مهرآباد و در ناحیه شهرک آزادی، سقوط کرد و ۳۹ نفر از مسافران کشته شدند و ۹نفر دیگر مجروح شدند.

## ترتیب شناسایی
- آنتونوف-۷۲ - آنتونوف-۷۴ - آنتونوف-۱۲۴ - آنتونوف-۱۴۰ - آنتونوف-۱۴۸ - آنتونوف-۱۷۴ - آنتونوف-۱۸۰